# Aviadvigatel PS-90
O Aviadvigatel PS-90 é um Turbofan russo comercial high-bypass com empuxo de 16.000 kgf (157 kN, 35.300 lbf). É utilizado em aeronaves de linha aérea, tais como o Ilyushin Il-96 e a família Tupolev Tu-204/Tu-214 além de aeronaves de transporte, como o Ilyushin Il-76. O motor é fabricado pela companhia russa de motores aeronáuticos Aviadvigatel, que é o sucessor da soviética Soloviev Design Bureau. "PS" são aos iniciais de Pavel Aleksandrovich Soloviev (em Russo:Павел Алеќсандрович Соловьёв).

## Projeto e Desenvolvimento
Com o advento de novas aeronaves de linha aérea russas, a Aviadvigatel desenvolveu o PS-90 para satisfazer demandas de economia, desempenho e emissões de poluentes. Isso representou um enorme avanço sobre as gerações anteriores de motores soviéticos da década de 1960. O PS-90 é quase duas vezes mais eficientes que aqueles motores e é razoavelmente competitivo com motores ocidentais da década de 1980, como o Pratt & Whitney PW2000.

### Características do Projeto
Ele incorporou muitas novidades em um motor russo com características de uma tecnologia avançada, tais como:
- High-bypass turbofan para economia
- Escapamento integrado com um misturador para boa eficiência
- Duto de escapamento tratado acusticamente para baixo ruído
- Full-authority digital engine control (FADEC)
- Longa vida em serviço
- Projeto modular para facilitar a manutenção

Foi certificado em 1992 e tem estado em serviço desde então.

## Versões

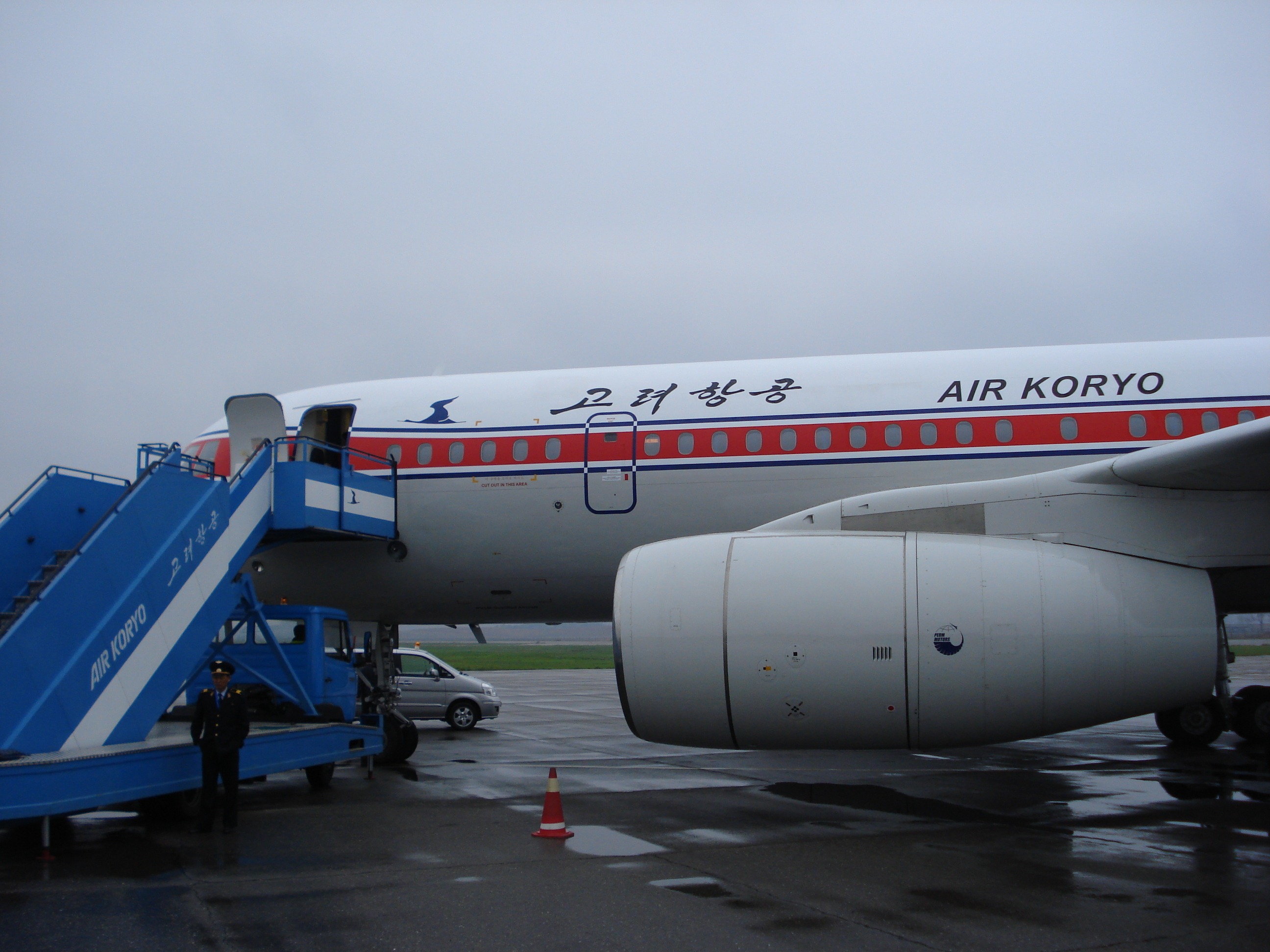
Um Tu-204-300 da Air Koryo

Existem diversas versões: O básico PS-90A, o PS-90A-76, e as versões melhoradas do PS-90A. Este último inclui os motores PS-90A1, PS-90A2, PS-90A-42 e PS-90A3.

### PS-90A
O PS-90A é a versão inicial e é o motor padrão para o Ilyushin Il-96-300, Tupolev-204-100 e Tupolev-214. Pela primeira vez permitiu as aeronaves comerciais russas obter desempenho e economia similares às contra-partidas ocidentais. O PS-90A tem um empuxo nominal de 16.000 kgf (157 kN, 35.300 lbf), 13,3% menos do que o motor Rolls-Royce RB211-535E4 (que é também oferecido no Tu-204), e o consumo de combustível é 8,2% menor do que este.

### PS-90A-76
Esta versão é uma modificação do motor PS-90A. Tem um empuxo nominal de até 16.000 kgf (157 kN, 35.300 lbf).
Ao substituir os D-30KP nos Ilyushin Il-76 mais antigos, a vida de serviço da aeronave pode ser prolongada. Eficiência de combustível e desempenho foram consideravelmente melhorados, e a poluição sonora reduzida para cumprir com os novos rigorosos requisitos. Com uma grande frota de aeronaves Ilyushin Il-76 civis e militares ainda em operação, um mercado potencialmente grande existe para a substituição do motor. Um exemplo de uma versão modificada é o Il-76MD-90. O PS-90A-76 é padrão nas aeronaves novas e modernizadas do Ilyushin Il-76, tais como o Il-76MD-90A e Il-76MF.

### PS-90A1
Esta versão também é uma modificação do básico PS-90A. Foi certificado em 2007 e é oferecido como uma opção nas aeronaves IL-96-400T.

### PS-90A2
O PS-90A2 é um derivado avançado do PS-90A, desenvolvido em co-operação com a Pratt & Whitney. Possui alguns componentes ocidentais, provenientes da França, Alemanha, Suécia e EUA. É também mais leve que o PS-90A e possui um FADEC melhorado. Estas características melhoram o desempenho e reduzem os custos de manutenção em 40%. O consumo de combustível está pareado com os motores ocidentais atuais, e seu nível de ruído estão abaixo dos requisitos atuais. O PS-90A2 é o primeiro motor russo a ser homologado ETOPS-180 min. É oferecido nas aeronaves mais modernas e é completamente intercambiável com o PS-90A, permitindo uma substituição simples em companhias aéreas.
Possui o mesmo empuxo que o PS-90A, 16.000 kgf (157 kN, 35.300 lbf). É também capaz de ter um empuxo de 18.000 kgf (176 kN, 39.600 lbf).
Envolvimento americano futuro no desenvolvimento do motor foi posto em dúvida após tentativas desagradáveis de bloquear a venda de motores PS-90A2 para um importante cliente Iraniano do modelo.

### PS-90A-42
Esta é uma versão do PS-90A2 utilizada na aeronave de busca e salvamento Beriev A-42.

### PS-90A3
De acordo com o fabricante, é uma modificação do PS-90A2. Foi certificado em Janeiro de 2011 e pretende motorizar as aeronaves Tupolev Tu-204SM. Não está claro se os componentes americanos e europeus do PS-90A2 permanecem ou se foram substituídos com componentes russos. Se os componentes americanos foram de fato substituídos, então este motor poderia ser utilizado no Tu-204SM solicitado pela Iran Air e suas subsidiárias.

## Especificações (PS-90A1)
- Tipo: Turbofan high bypass de dois eixos com um Fan de estágio único
- Compressores: 2-estágios LP, 13-estágios HP
- Turbinas: 2-estágios HP, 4-estágios LP
- Empuxo: 17.400 kgf
- Razão de bypass: 4.4
- Relação peso x potência: 5.9:1

## Ligações Externas
- Especificações do fabricante
- Lista de produção do PS-90 (em Russo)